# خاراشکن هرمی
خاراشکن هرمی (نام علمی: Saxifraga cotyledon) نام یکی از گونه‌های خاراشکنیان است. 
خاراشکن هرمی گل ملی کشور نروژ است.